# Imst (district)
Het district Imst is een van de acht bestuursdistricten (Bezirke) waarin de Oostenrijkse deelstaat Tirol is onderverdeeld. Het grenst in het westen aan het district Landeck, in het oosten aan het district Innsbruck Land, in het noorden aan het district Reutte en een klein stukje aan Beieren en in het zuiden aan Zuid-Tirol.

## Geografie
Het district omvat een deel van het Oberinntal samen met de aangrenzende dalen Ötztal, Pitztal en Gurgltal en het Mieminger Plateau. Het gebied wordt gedomineerd door hoge bergen en bergketens van de Alpen, waaronder de Stubaier Alpen, de Ötztaler Alpen en het Miemingergebergte.

## Gemeenten
De volgende gemeenten behoren tot het district Imst:
- Arzl im Pitztal
- Haiming
- Imst
- Imsterberg
- Jerzens
- Karres
- Karrösten
- Längenfeld
- Mieming
- Mils bij Imst
- Mötz
- Nassereith
- Obsteig
- Oetz
- Rietz
- Roppen
- St. Leonhard im Pitztal
- Sautens
- Silz
- Sölden
- Stams
- Tarrenz
- Umhausen
- Wenns